# حملات موشکی فلسطینی‌ها به اسرائیل
حملات موشکی فلسطینی‌ها به خاک اسرائیل از سال ۲۰۰۱ با پرتاب هزاران راکت و خمپاره‌انداز توسط گروه‌های مسلح فلسطینی از نوار غزه به سرزمین اسرائیل رخ داده‌است. از ۲۰۰۴ تا ۲۰۱۴ این حملات ۲۷ شهروند اسرائیلی، ۵ شهروند خارجی، ۵ سرباز ارتش اسرائیل و دست کم ۱۱ فلسطینی در اثر این حملات کشته و بیش از ۱۹۰۰ نفر زخمی شده‌اند. هدف اصلی این حملات ضربه روانی و ایجاد اختلال در زندگی روزمره است.

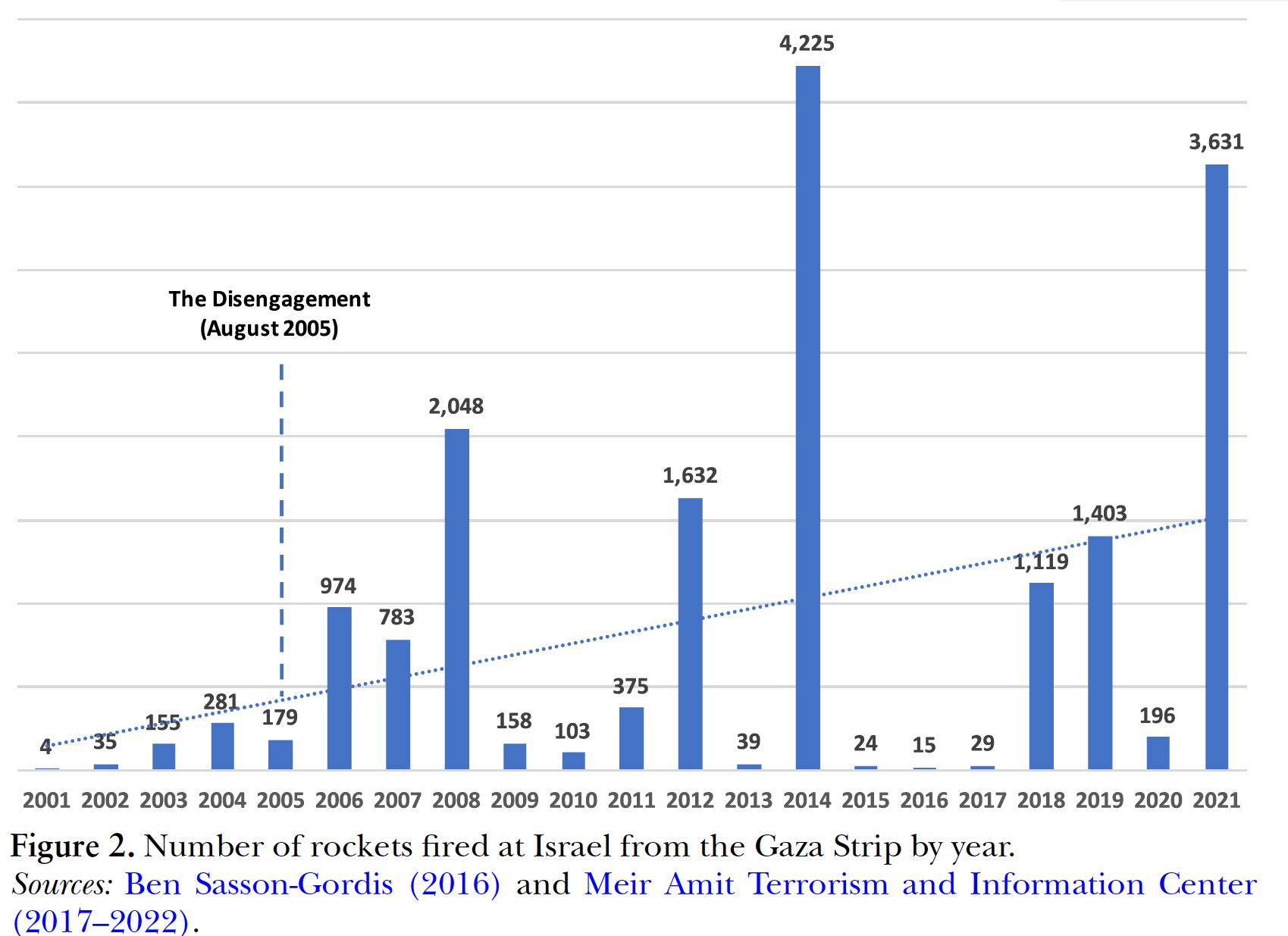

در ابتدا این حملات توسط راکت قسام انجام می‌شد و شعاع آن در محدوده سدروت و مناطق مجاور نوار غزه بود. از سال ۲۰۰۶ موشک‌های دوربردتر به اشکلون رسید و از ابتدای سال ۲۰۰۹ با استفاده از ب‌ام-۲۱ گراد و کاتیوشا شهرهای اشدود و بئرشبع مورد حمله قرار گرفت. در سال ۲۰۱۲ موشک‌های ایرانی فجر-۵ و فلسطینی M-75 شهرهای اورشلیم و تل آویو را مورد اصابت قرار داد. در ژوئیه ۲۰۱۴ شهر شمالی حیفا برای نخستین بار مورد حمله واقع شد.
این حملات بخشی از ستیز اسرائیل و اعراب محسوب می‌شود. این حملات به علت هدف قرار دادن شهروندان اسرائیلی به طور گسترده محکوم شده و مقامات اسرائیلی سازمان ملل متحد و اتحادیه اروپا آن را تروریستی محسوب کرده‌اند و دیدبان حقوق بشر و عفو بین‌الملل جنایت جنگی به شمار آورده‌اند. جامعه بین‌الملل آن را طبق کنوانسیون ژنو غیرقانونی دانسته‌است.